# ناپاتاولا
ناپاتاولا (به لاتین: Napatawela) یک منطقه ی مسکونی در سری‌لانکا است که در استان مرکزی (سری‌لانکا) واقع شده‌است.